# Crossotus schoutedeni
Crossotus schoutedeni là một loài bọ cánh cứng trong họ Cerambycidae.